# Прапор Нор-Па-де-Кале
Прапор Нор-Па-де-Кале — прапор регіону на півночі Франції, що межує з Бельгією.